# Vattenpolo i Sverige
Vattenpolo i Sverige på organiserad förbundsnivå administreras av Svenska simförbundet.
Under första halvan av 1900-talet skördade Sveriges herrlandslag internationella framgångar i vattenpolo med ett OS-brons 1908, OS-silver 1912 och nytt OS-brons 1920. Efter 1980-talet är Sverige inte i närheten av världseliten.
Den första SM-finalen på herrsidan spelades 1906 mellan Stockholms KK och Örebro SS, och vanns av Stockholms KK med 13-0. Stockholms KK vann sedan alla turneringar innan SK Neptun lyckades vinna turneringen 1925.

## Svenska mästare

### Herrar
- 1906 – Stockholms KK
- 1907 – Stockholms KK
- 1908 – Stockholms KK
- 1909 – Stockholms KK
- 1910 – Stockholms KK
- 1911 – Stockholms KK
- 1912 – Stockholms KK
- 1913 – Stockholms KK
- 1914 – Stockholms KK
- 1915 – Stockholms KK
- 1916 – Stockholms KK
- 1917 – Stockholms KK
- 1918 – Stockholms KK
- 1919 – Stockholms KK
- 1920 – Stockholms KK
- 1921 – Stockholms KK
- 1922 – Stockholms KK
- 1923 – Stockholms KK
- 1924 – Stockholms KK
- 1925 – SK Neptun, Stockholm
- 1926 – SK Neptun, Stockholm
- 1927 – Stockholms KK
- 1928 – SK Neptun, Stockholm
- 1929 – Stockholms KK
- 1930 – Stockholms KK
- 1931 – Stockholms KK
- 1932 – SK Neptun, Stockholm
- 1933 – Stockholms KK
- 1934 – SoIK Hellas, Stockholm
- 1935 – SK Neptun, Stockholm
- 1936 – Stockholms KK
- 1937 – Stockholms KK
- 1938 – Stockholms KK
- 1939 – Stockholms KK
- 1940 – Stockholms KK
- 1941 – SK Neptun, Stockholm
- 1942 – SoIK Hellas, Stockholm
- 1943 – SoIK Hellas, Stockholm
- 1944 – Stockholms KK
- 1945 – Stockholms KK
- 1946 – SoIK Hellas, Stockholm
- 1947 – SoIK Hellas, Stockholm
- 1948 – SoIK Hellas, Stockholm
- 1949 – SoIK Hellas, Stockholm
- 1950 – SoIK Hellas, Stockholm
- 1951 – SoIK Hellas, Stockholm
- 1952 – SoIK Hellas, Stockholm
- 1953 – SoIK Hellas, Stockholm
- 1954 – SoIK Hellas, Stockholm
- 1955 – SoIK Hellas, Stockholm
- 1956 – SoIK Hellas, Stockholm
- 1957 – SoIK Hellas, Stockholm
- 1958 – SoIK Hellas, Stockholm
- 1959 – SoIK Hellas, Stockholm
- 1960 – SoIK Hellas, Stockholm
- 1961 – Stockholms KK
- 1962 – Stockholms KK
- 1963 – Tunafors SK, Eskilstuna
- 1964 – Tunafors SK, Eskilstuna
- 1965 – Tunafors SK, Eskilstuna
- 1966 – Tunafors SK, Eskilstuna
- 1967 – Tunafors SK, Eskilstuna
- 1968 – Stockholms KK
- 1969 – Stockholms KK
- 1970 – Stockholms KK
- 1971 – Stockholms KK
- 1972 – Stockholms KK
- 1973 – Stockholms KK
- 1974 – Stockholms KK
- 1975 – Stockholms KK
- 1976 – Västerås Simsällskap
- 1977 – Västerås Simsällskap
- 1978 – Stockholms KK
- 1979 – Stockholms KK
- 1980 – Stockholms KK
- 1981 – GKKN (Göteborgs KK Najaden), Göteborg
- 1982 – Stockholms KK
- 1983 – SK Neptun, Stockholm
- 1984 – SK Neptun, Stockholm
- 1985 – Stockholms KK
- 1986 – Stockholms KK
- 1987 – SK Neptun, Stockholm
- 1988 – Stockholms KK
- 1989 – Stockholmspolisens IF
- 1990 – Stockholms KK
- 1991 – Stockholms KK
- 1992 – Stockholms KK
- 1993 – Stockholms KK
- 1994 – Stockholms KK
- 1995 – Stockholms KK
- 1996 – Stockholmspolisens IF
- 1997 – Stockholmspolisens IF
- 1998 – Stockholms KK
- 1999 – Stockholms KK
- 2000 – Stockholms KK
- 2001 – Stockholms KK
- 2002 – Stockholms KK
- 2003 – Stockholms KK
- 2004 – Stockholms KK
- 2005 – Stockholms KK
- 2006 – SoIK Hellas, Stockholm
- 2007 – SoIK Hellas, Stockholm
- 2008 – Simklubben Ran, Malmö
- 2009 – SoIK Hellas, Stockholm
- 2010 – Järfälla Simsällskap
- 2011 – Järfälla Simsällskap
- 2012 – Järfälla Simsällskap
- 2013 – Järfälla Simsällskap
- 2014 – SoIK Hellas, Stockholm
- 2015 – Järfälla Simsällskap
- 2016 – Linköpings Simidrottsförening
- 2017 – Järfälla Simsällskap
- 2018 – Järfälla Simsällskap
- 2019 – Järfälla Simsällskap
- 2020 - Stockholmspolisen
- 2021 - Järfälla Simsällskap
- 2022 - Järfälla Simsällskap

### Damer
- 1984 – Lugi, Lund
- 1985 – Lugi, Lund
- 1986 – Lugi, Lund
- 1987 – Lugi, Lund
- 1988 – Lugi, Lund
- 1989 – Lugi, Lund
- 1990 – SK S02 (Simavdelningen 1902), Göteborg
- 1991 – SK S02, Göteborg
- 1992 – SK S02, Göteborg
- 1993 – SK S02, Göteborg
- 1994 – SK S02, Göteborg
- 1995 – SK S02, Göteborg
- 1996 – Stockholmspolisens IF
- 1997 – Stockholmspolisens IF
- 1998 – Stockholmspolisens IF
- 1999 – Stockholmspolisens IF
- 2000 – SK Neptun, Stockholm
- 2001 – SK Neptun, Stockholm
- 2002 – SK Neptun, Stockholm
- 2003 – SK Neptun, Stockholm
- 2004 – Järfälla Simsällskap
- 2005 – Järfälla Simsällskap
- 2006 – Järfälla Simsällskap
- 2007 – Linköpings Allmänna Simsällskap
- 2008 – Linköpings Allmänna Simsällskap
- 2009 – Linköpings Allmänna Simsällskap
- 2010 – Järfälla Simsällskap
- 2011 – Järfälla Simsällskap
- 2012 – Järfälla Simsällskap
- 2013 – Järfälla Simsällskap
- 2014 – Järfälla Simsällskap
- 2015 – SK Neptun, Stockholm
- 2016 – Järfälla Simsällskap
- 2017 – SK Neptun, Stockholm
- 2018 – Järfälla Simsällskap
- 2019 – Järfälla Simsällskap
- 2020 - Järfälla Simsällskap
- 2021 - Järfälla Simsällskap
- 2022 - Järfälla Simsällskap